# Agrafka

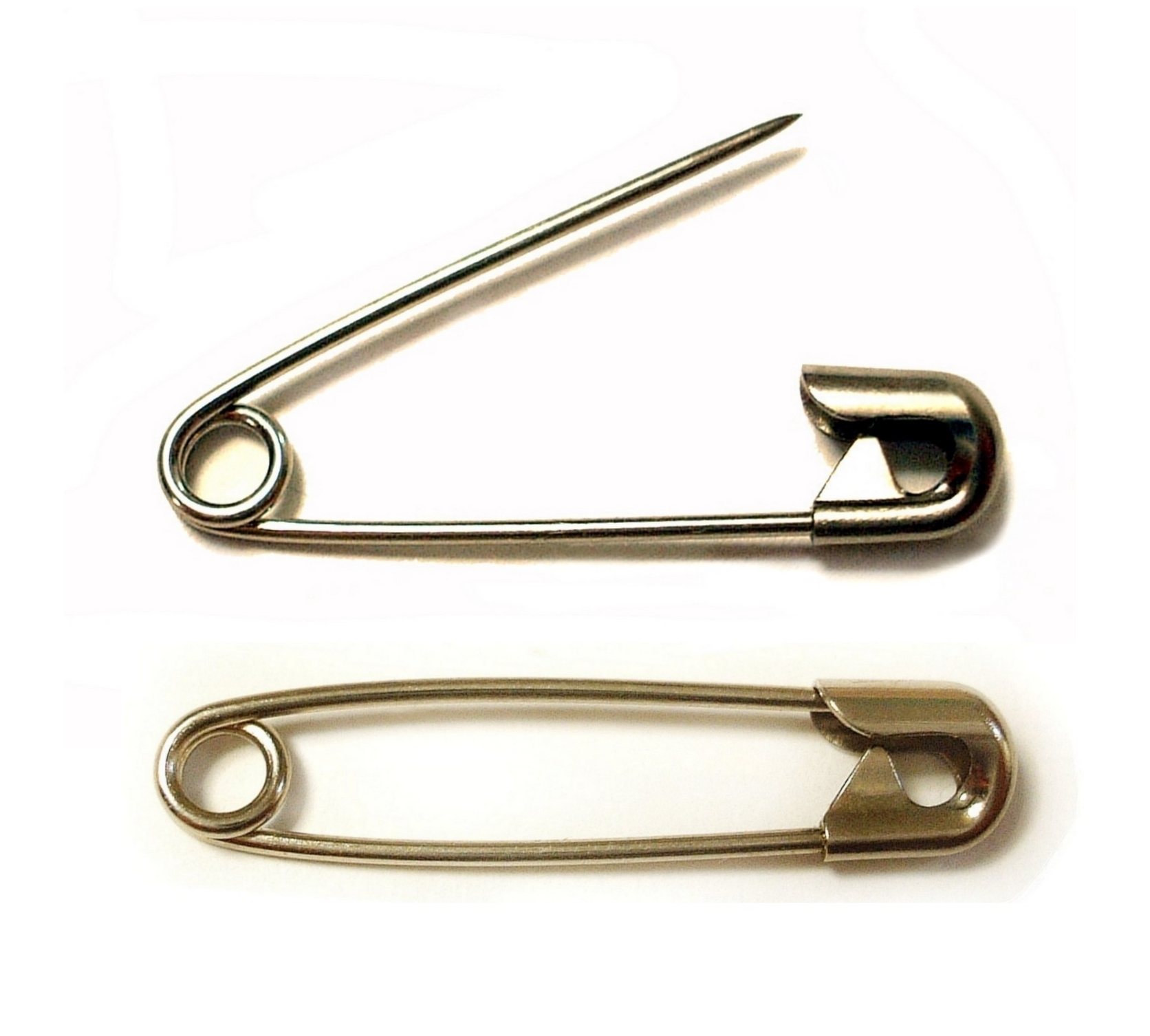
Agrafka rozpięta i zapięta

Agrafka (fr. agrafe: „spinka, klamra, zapinka, przypinacz”) – rodzaj zapinki wykonanej z drutu, której jeden koniec zahacza się za zagięcie znajdujące się na drugim końcu. Służy do szybkiego łączenia dwóch elementów tkaniny lub, w przypadku agrafki wędkarskiej, sztucznej przynęty z żyłką.

## Historia agrafek
Agrafki stosowano już za czasów cesarza bizantyjskiego Bazylego II. W przeszłości zwykle miały charakter ozdobny. Archeolodzy nazywają klasyczne starożytne agrafki fibulami. W Polsce dawniej zwane były zapinkami. Stanowiły element polskiego stroju służący do przypinania piór do czapki.
Nowoczesną wersję agrafki wymyślił w 1849 r. Walter Hunt.

## Agrafki obecnie
Agrafki są często wykorzystywane jako ozdoby w strojach punków. Niekiedy wysterylizowane agrafki wykorzystuje się jako kolczyki i piercingi.
Oprócz tego wykorzystuje się je w celach do których zostały stworzone - przy łączeniu różnych przedmiotów (jak np. materiału w krawiectwie, lub sztucznej przynęty z żyłką – w wędkarstwie). Często są także używane do spinania końców bandaży, chust trójkątnych, wykonywania temblaków i naprawy rozdartych ubrań. W survivalu mają także zastosowanie jako haczyki do łowienia ryb. 